# 5990 Panticapaeon
5990 Panticapaeon (1977 EO) là một tiểu hành tinh vành đai chính được phát hiện ngày 9 tháng 3 năm 1977 bởi N. S. Chernykh ở Nauchnyj.